# شور ذهن
شور ذهن (انگلیسی: Passion of Mind) یک فیلم درام روان‌شناسانه بلژیکی به کارگردانی آلن برلینه است که در سال ۲۰۰۰ منتشر شد. این فیلم که ساختش در حدود ۱۲ میلیون دلار هزینه داشت، با خرده‌گیری‌های فراوانی از جانب منتقدان مواجه شد و در گیشه شکست سختی خورد، به‌طوری که تنها ۷۶۹٬۲۷۲ دلار فروش داشت. دمی مور هم برندهٔ جایزه تمشک طلایی بدترین بازیگر زن شد.

## بازیگران
- دمی مور
- جولیان نیکلسون
- ویلیام فیکنر
- شینید کیوسک
- جاس آکلند
- پیتر ریجرت
- استلان اسکاشگورد
- گری بامن